# Кубок світу з біатлону 2013—2014
Кубок світу з біатлону в сезоні 2013—2014 проходив з 22 листопада 2013 року по 23 березня 2014 року й складався з 9 етапів. Згідно з рішенням IBU гонки, що включені до програми Олімпійських ігор та пройшли з 7 лютого по 23 лютого 2014 року в російському місті Сочі, не були зараховані в залік Кубка світу. Вперше з 1981 року в рамках сезону не було проведено чемпіонату світу з біатлону, так як всі дисципліни, які проводяться на чемпіонаті світу, були включені до програми Олімпійських ігор.

## Національні квоти країн
Кількість біатлоністів, що беруть участь в Кубку світу від окремої національної збірної, визначаєтся у відповідності з місцем команди в Кубку націй у попередньому сезоні. У відповідності до результатів попереднього сезону національні команди будуть представлені наступною кількістю спортсменів:
| Місце в Кубку націй                        | Реєстрація                                 | Старт                                      | Чоловіки | Жінки                                                                                            | Всього |
| ------------------------------------------ | ------------------------------------------ | ------------------------------------------ | --- | ------------------------------------------------------------------------------------------------ | ------ |
| з 1 по 5                                   | 8                                          | 6                                          | Росія, Норвегія, Франція, Німеччина, Австрія                                                                                  | Норвегія, Німеччина, Росія, Україна, Франція                                                     | 30     |
| з 6 по 10                                  | 7                                          | 5                                          | Чехія, Швеція, Італія, Україна, США                                                                                           | Білорусь, Польща, Італія, Чехія, Словаччина                                                      | 25     |
| з 11 по 15                                 | 6                                          | 4                                          | Словенія, Словаччина, Швейцарія, Болгарія, Білорусь                                                                           | Швеція, США, Фінляндія, Канада, Казахстан                                                        | 20     |
| з 16 по 20                                 | 5                                          | 3                                          | Канада, Естонія, Фінляндія, Латвія, Казахстан                                                                                 | Румунія, Естонія, Швейцарія, Болгарія, Словенія                                                  | 15     |
| з 21 по 25                                 | 4                                          | 2                                          | Японія, Польща, Литва, Велика Британія, Румунія                                                                               | Австрія, Японія, КНР, Литва, Південна Корея                                                      | 10     |
| з 26 по 30                                 | 3                                          | 1                                          | Сербія, КНР, Австралія, Угорщина, Нідерланди                                                                                  | Андорра, Латвія, Іспанія, Велика Британія, Угорщина                                              | 5      |
| Не вийдуть на старт збірні наступних країн | Не вийдуть на старт збірні наступних країн | Не вийдуть на старт збірні наступних країн | Бельгія, Іспанія, Туреччина, Південна Корея, Хорватія, Північна Македонія, Гренландія, Боснія і Герцеговина, Молдова, Греція, | Нідерланди, Нова Зеландія, Бразилія, Молдова, Боснія і Герцеговина, Австралія, Туреччина, Греція |        |

## Календар
Розклад змагань Кубка світу в сезоні 2013—2014.
| Місце проведення | Дата                    | Спринт | Персьют | Мас-старт | Індив. гонка | Естафета | Змішана естафета | Детальніше |
| ---------------- | ----------------------- | ------ | ------- | --------- | ------------ | -------- | ---------------- | ---------- |
| Естерсунд        | 22 листопада — 2 грудня | ●      | ●       |           | ●            |          | ●                | детальніше |
| Гохфільцен       | 6–8 грудня              | ●      | ●       |           |              | ●        |                  | детальніше |
| Ансі             | 12–15 грудня            | ●      | ●       |           |              | ●        |                  | детальніше |
| Обергоф          | 1–5 січня               | ●      | ●       | ●         |              |          |                  | детальніше |
| Рупольдінг       | 6–12 січня              |        | ●       |           | ●            | ●        |                  | детальніше |
| Антерсельва      | 13–19 січня             | ●      | ●       |           |              | ●        |                  | детальніше |
| Поклюка          | 3-9 березня             | ●      | ●       | ●         |              |          |                  | детальніше |
| Контіолагті      | 10–16 березня           | ●●     | ●       |           |              |          |                  | детальніше |
| Осло             | 17–23 березня           | ●      | ●       | ●         |              |          |                  | детальніше |
| Загалом          | Загалом                 | 9      | 9       | 3         | 2            | 4        | 1                |            |

## Медальний залік
| Місце  | Країна     | Золото | Срібло | Бронза | Загалом |
| ------ | ---------- | ------ | ------ | ------ | ------- |
| 1      | Норвегія   | 14     | 10     | 11     | 35      |
| 2      | Франція    | 7      | 5      | 6      | 18      |
| 3      | Німеччина  | 4      | 6      | 4      | 14      |
| 4      | Фінляндія  | 4      | 4      | 2      | 10      |
| 5      | Білорусь   | 4      | 3      | 3      | 10      |
| 6      | Чехія      | 4      | 2      | 2      | 8       |
| 7      | Росія      | 3      | 10     | 10     | 23      |
| 8      | Австрія    | 3      | 2      | 2      | 7       |
| 9      | Швеція     | 2      | 4      | 3      | 9       |
| 10     | Україна    | 2      | 2      | 3      | 7       |
| 11     | Словаччина | 2      | 1      | 0      | 3       |
| 12     | Швейцарія  | 2      | 0      | 0      | 2       |
| 13     | Словенія   | 1      | 2      | 1      | 4       |
| 14     | Італія     | 1      | 0      | 1      | 2       |
| 15     | США        | 0      | 0      | 3      | 3       |
| 16     | Польща     | 0      | 0      | 1      | 1       |
| Всього | Всього     | 53     | 51     | 52     | 156     |

## Таблиці

### Загальний залік. Чоловіки
| Місце | Біатлоніст                 | Очки |
| ----- | -------------------------- | ---- |
|       | Мартен Фуркад (FRA)        | 928  |
| 2     | Еміль Хегле Свендсен (NOR) | 636  |
| 3     | Йоганнес Бо (NOR)          | 631  |

### Спринт. Чоловіки
| Місце | Біатлоніст          | Очки |
| ----- | ------------------- | ---- |
|       | Мартен Фуркад (FRA) | 400  |
| 2     | Арнд Пайффер (GER)  | 286  |
| 3     | Йоганнес Бо (NOR)   | 277  |

### Переслідування. Чоловіки
| Місце | Біатлоніст          | Очки |
| ----- | ------------------- | ---- |
|       | Мартен Фуркад (FRA) | 294  |
| 2     | Сімон Едер (AUT)    | 235  |
| 3     | Антон Шипулін (RUS) | 234  |

### Мас-старт. Чоловіки
| Місце | Біатлоніст                 | Очки |
| ----- | -------------------------- | ---- |
|       | Мартен Фуркад (FRA)        | 174  |
| 2     | Домінік Ландертінгер (AUT) | 109  |
| 3     | Еміль Хегле Свендсен (NOR) | 100  |

### Індивідуальна гонка
| Місце | Біатлоніст                 | Очки |
| ----- | -------------------------- | ---- |
|       | Еміль Хегле Свендсен (NOR) | 83   |
| 2     | Сімон Едер (AUT)           | 79   |
| 3     | Євген Устюгов (RUS)        | 76   |

### Естафета. Чоловіки
| Місце | Країна    | Очки |
| ----- | --------- | ---- |
| 1     | Німеччина | 194  |
| 2     | Швеція    | 194  |
| 3     | Австрія   | 191  |

## Таблиці. Жінки

### Загальний залік. Жінки
| Місце | Біатлоністка           | Очки |
| ----- | ---------------------- | ---- |
|       | Кайса Мякяряйнен (FIN) | 860  |
| 2     | Тура Бергер (NOR)      | 856  |
| 3     | Дарія Домрачева (BLR)  | 793  |

### Спринт. Жінки
| Місце | Біатлоністка           | Очки |
| ----- | ---------------------- | ---- |
|       | Кайса Мякяряйнен (FIN) | 367  |
| 2     | Тура Бергер (NOR)      | 361  |
| 3     | Дарія Домрачева (BLR)  | 254  |

### Переслідування. Жінки
| Місце | Біатлоністка           | Очки |
| ----- | ---------------------- | ---- |
|       | Кайса Мякяряйнен (FIN) | 350  |
| 2     | Тура Бергер (NOR)      | 319  |
| 3     | Дарія Домрачева (BLR)  | 296  |

### Мас-старт. Жінки
| Місце | Біатлоністка             | Очки |
| ----- | ------------------------ | ---- |
|       | Дарія Домрачева (BLR)    | 151  |
| 2     | Анастасія Кузьміна (SVK) | 139  |
| 3     | Кайса Мякяряйнен (FIN)   | 130  |

### Індивідуальна гонка
| Місце | Біатлоністка             | Очки |
| ----- | ------------------------ | ---- |
|       | Габріела Соукалова (CZE) | 120  |
| 2     | Дарія Домрачева (BLR)    | 92   |
| 3     | Анастасія Кузьміна (SVK) | 84   |

### Естафета
| Місце | Країна    | Очки |
| ----- | --------- | ---- |
| 1     | Німеччина | 168  |
| 2     | Україна   | 157  |
| 3     | Росія     | 141  |

## Змішана естафета
Станом на 15 грудня 2013.
| Місце | Країна   | Очки |
| ----- | -------- | ---- |
| 1     | Чехія    | 60   |
| 2     | Норвегія | 54   |
| 3     | Україна  | 48   |

## Кубок націй
| Місце | Країна    | Очки |
| ----- | --------- | ---- |
| 1     | Норвегія  | 5937 |
| 2     | Росія     | 5897 |
| 3     | Німеччина | 5806 |
| 4     | Австрія   | 5721 |
| 5     | Франція   | 5678 |
| 6     | Швеція    | 5405 |
| 7     | Чехія     | 4893 |
| 8     | Україна   | 4509 |
| 9     | Словенія  | 4241 |
| 10    | Італія    | 4175 |

| Місце | Країна    | Очки |
| ----- | --------- | ---- |
| 1     | Норвегія  | 5634 |
| 2     | Німеччина | 5454 |
| 3     | Україна   | 5371 |
| 4     | Росія     | 4986 |
| 5     | Франція   | 4963 |
| 6     | Білорусь  | 4744 |
| 7     | Чехія     | 4701 |
| 8     | Польща    | 4436 |
| 9     | Італія    | 4431 |
| 10    | Канада    | 4173 |

## Досягнення
Перша перемога на етапах Кубка світу
- Селіна Гаспарен (SUI), в її 6-у сезоні — на 2-у етапі Кубка світу в спринті в Гохфільцені; це водночас був і її перший подіум
- Йоганнес Бо (NOR), в його 2-у сезоні — на 3-у етапі Кубка світу в спринті в Ансі; це водночас був і його перший подіум
- Валя Семеренко (UKR), в її 8-у сезоні — на 3-у етапі Кубка світу в персьюті в Ансі
- Анаїс Бескон (FRA), в її 6-у сезоні — на 6-у етапі Кубка світу в спринті в Антхольці; це водночас був і її перший подіум
- Сімон Шемпп (GER), в його 6-у сезоні — на 6-у етапі Кубка світу в спринті в Антхольці
- Лукас Гофер (ITA), в його 6-у сезоні — на 6-у етапі Кубка світу в спринті в Антхольці
- Катаріна Іннергофер (AUT), в її 3-у сезоні — на 7-у етапі Кубка світу в спринті в Поклюці; це водночас був і її перший подіум

Перший подіум на етапах Кубка світу
- Ірина Старих (RUS), 3 місце в її 2-у сезоні — на 2-у етапі Кубка світу в спринті в Гохфільцені
- Юлія Джима (UKR), 2 місце в її 3-у сезоні — на 2-у етапі Кубка світу в персьюті в Гохфільцені
- Тіріл Екгофф (NOR), 3 місце в її 3-у сезоні — на 3-у етапі Кубка світу в персьюті в Ансі
- Жан-Гійом Беатрікс (FRA), 2 місце в його 7-у сезоні — на 6-у етапі Кубка світу в персьюті в Антхольці
- Олексій Волков (RUS), 2 місце в його 5-у сезоні — на 4-у етапі Кубка світу в мас-старті в Обергофі
- Дарія Віролайнен (RUS), 2 місце в її 1-у сезоні — на 7-у етапі Кубка світу в спринті в Поклюці
- Доротея Вірер (ITA), 3 місце в її 4-у сезоні — на 7-у етапі Кубка світу в персьюті в Поклюці
- Марі Лаукканен (FIN), 3 місце в її 7-у сезоні — на 8-у етапі Кубка світу в спринті в Контіолагті
- Ловелл Бейлі (USA), 3 місце в його 10-у сезоні — на 8-у етапі Кубка світу в спринті в Контіолагті
- Сюзан Данклі (USA), 3 місце в її 3-у сезоні — на 9-у етапі Кубка світу в спринті в Голменколлені

Перемоги в поточному сезоні (в дужках перемоги за весь час)
- Мартен Фуркад (FRA), 5 (29)
- Йоганнес Бо (NOR), 5 (5)
- Еміль Хегле Свендсен (NOR), 4 (34)
- Дарія Домрачова (BLR), 4 (16)
- Кайса Мякяряйнен (FIN), 4 (9)
- Габріела Соукалова (CZE), 3 (7)
- Б'єрн Феррі (SWE), 2 (7)
- Анастасія Кузьміна (SVK), 2 (6)
- Селіна Гаспарен (SUI), 2 (2)
- Сімон Шемпп (GER), 2 (2)
- Тура Бергер (NOR), 1 (28)
- Андреа Генкель (GER), 1 (22)
- Ларс Бергер (NOR), 1 (7)
- Антон Шипулін (RUS), 1 (5)
- Яков Фак (SLO), 1 (4)
- Сімон Едер (AUT), 1 (2)
- Анн Крістін Флатланд (NOR), 1 (2)
- Сіннове Солемдаль (NOR), 1 (2)
- Валя Семеренко (UKR), 1 (1)
- Анаїс Бескон (FRA), 1 (1)
- Лукас Гофер (ITA), 1 (1)
- Катаріна Іннергофер (AUT), 1 (1)

## Завершення виступів
| Чоловіки - Карл Юхан Бергман (SWE) - Б'єрн Феррі (SWE) - Павол Гурайт (SVK) - Жан-Філіпп Леґеллек (CAN) - Сімон Галленбартер (SUI) - Клаудіо Беклі (SUI) - Максим Чудов (RUS) - Євген Устюгов (RUS) - Євген Абраменко (BLR) - Сергій Новіков (BLR) - Володимир Аленішко (BLR) - Едгарс Піксонс (LAT) - Андрій Дериземля (UKR) - Олександр Біланенко (UKR) | Жінки - Тура Бергер (NOR) - Андреа Генкель (GER) - Анн Крістін Флатланд (NOR) - Анна Карін Стремстедт (SWE) - Мікела Понца (ITA) - Лор Сулі (AND) - Сара Студебейкер (USA) - Марі Лор Брюне (FRA) - Людмила Калінчік (BLR) - Марія Панфілова (UKR) - Олена Підгрушна (UKR) |